# 1388 Aphrodite
Az 1388 Aphrodite (ideiglenes jelöléssel 1935 SS) a Naprendszer kisbolygóövében található aszteroida. Eugène Joseph Delporte fedezte fel 1935. szeptember 24-én.